# Consejo de la Gente
El Consejo de la Gente (en letón: Tautas padome) de Letonia fue un órgano legislativo temporal que reemplazó al Consejo Nacional Provisional de Letonia que existió hasta las primeras elecciones parlamentarias democráticas (que no pudieron realizarse en 1918 y 1919 por las condiciones de la ocupación alemana y las posteriores hostilidades contra los bolcheviques). Las actividades del Consejo de la Gente duraron 18 meses desde el 17 de noviembre de 1918 hasta el 30 de abril de 1920.
Dado que el Consejo de la Gente no era una representación elegida por el pueblo, aunque estaba formado por muchos miembros que fueron elegidos para varios cuerpos electos en 1917. En el año de la independencia, el Consejo de la Gente es aceptado para ser considerado el «pre-parlamento» de la República de Letonia.
El Consejo de la Gente se reunió en ocho asambleas y celebró 57 sesiones. Aunque la reunión del Consejo de la Gente fue en Riga, en el momento en que los bolcheviques de la RSS de Letonia la habían ocupado, las actividades del Consejo de la Gente tuvieron lugar en Liepaja, pero durante la Bermondtiada de 1919 (o «Asunto Bermondt», en referencia a Pável Bermondt-Avalov que intentó tomar los países bálticos para el Movimiento Blanco), las reuniones del Consejo de la Gente del 11 y 31 de octubre se celebraron en Cēsis.
En teoría, el Consejo de la Gente controlaba las actividades del Gobierno Provisional de Letonia, pero teniendo en cuenta el hecho de que las reuniones del Consejo de la Gente se daban irregularmente, la situación inestable en el país requería un trabajo legislativo operativo. El 16 de julio de 1919, el Consejo de la Gente tuvo que promulgar una ley sobre el derecho del Gabinete de Ministros a emitir órdenes provisionales, que transfirió todo el poder del país a manos del Gobierno Provisional, con el propio Consejo de la Gente más comprometido en modelar el futuro.
Las elecciones a la Asamblea Constituyente se celebraron en 1920, los días 17 y 18 de abril. La Asamblea Constituyente inició sus trabajos ese mismo año. El 1 de mayo, en la primera reunión de la Asamblea Constituyente, el presidente del Consejo de la Gente, Jānis Čakste, anunció la disolución del mandato y, con ello, las actividades del Consejo de la Gente terminaron.